# 阿洛伊斯·施纳贝尔
阿洛伊斯·施纳贝尔（德語：Alois Schnabel，1910年2月27日—1982年9月20日），奥地利男子手球运动员，场上位置是守门员。他曾代表奥地利参加1936年夏季奥林匹克运动会手球比赛，获得一枚银牌。